# Et studie i rødt
Et studie i rødt (engelsk: A Study in Scarlet) er en Sherlock Holmes-roman af Arthur Conan Doyle. Den er skrevet i 1887. Det er det første værk om detektiven Sherlock Holmes og dr. John Watson. Romanen blev første gang oversat til dansk i 1893 under navnet "En Studie i Rødt". I 2012 udgav Rosenkilde & Bahnhof "Et studie i rødt" nyoversat af Mette Wigh Tvermoes.
Ifølge bogen selv er romanen skrevet af dr. Watson, som det er tilfældet i alle på nær fire af de i alt 60 Sherlock Holmes-historier, som tilsammen kaldes The Canon. Romanen er opdelt i to afdelinger.
Første del omhandler dr. Watsons allerførste møde i et laboratorium med Sherlock Holmes. De er begge i slutningen af tyverne. Dr. Watson er lige hjemkommet fra tjeneste som militærlæge i Indien, og han søger et sted at bo. Sherlock Holmes har fået øje på en lille lejlighed i Baker Street 221b, og de to aftaler at mødes den næste dag på adressen, hvor de så kan bo sammen. De to - meget forskellige - mænd flytter sammen, og snart dukker det første mysterium op. En mand er dræbt, og det sætter Sherlock Holmes i gang med at løse en mordgåde, som hænger sammen med hændelser mange år tidligere i Utah, USA.
Anden del foregår i Amerika - i Utah blandt mormoner - hvor et kærlighedsforhold mellem to unge mennesker, og skikken med flerkoneri giver stof til dramatik og ender med et mord i London.
Bogen er oversat til et utal af sprog, og den danske kunstner, Nis Jessen publicerede i 2005 en fuldt illustreret udgave med den originale 1887-tekst fra Beetons Christmas Annual - 1887.